# Esra'a Al Shafei
Esra'a Al Shafei (em árabe: إسراء الشافعي Asrā' ash-Shāfa'ī ; nascida em 23 de julho de 1986) é uma ativista dos direitos civis do Bahrein, blogueira e fundadora e diretora executiva da Majal (Juventude do Oriente Médio) e seus projetos relacionados, incluindo CrowdVoice.org. Al Shafei é uma apresentadora sênior do TED, e doEchoing Green, e foi referida pelo repórter da CNN George Webster como "Uma defensora declarada da liberdade de expressão". Ela foi apresentada na revista Fast Company como uma das "100 pessoas mais criativas nos negócios". Em 2011, The Daily Beast listou Al Shafei como uma das 17 blogueiras mais corajosas do mundo. Ela também é uma promotora da música como meio de mudança social, e fundou o Mideast Tunes, que é atualmente a maior plataforma para músicos underground no Oriente Médio e no Norte da África.
Al Shafei recebeu o Berkman Award for Internet Innovation do Berkman Klein Center for Internet &amp; Society da Harvard Law School, em 2008, por "contribuições excepcionais para a Internet e seu impacto na sociedade". Em 2012, ela recebeu uma bolsa da Fundação Shuttleworth por seu trabalho na plataforma de código aberto CrowdVoice.org. Ela também recebeu o Monaco Media Prize, que reconhece usos inovadores da mídia para o aperfeiçoamento da humanidade. Em 2014, ela foi destaque na lista "30 Under 30" da revista Forbes de empreendedores sociais que causam impacto no mundo. O Fórum Econômico Mundial a listou como uma das "15 mulheres que mudaram o mundo em 2015". Nesse mesmo ano, ela ganhou o prêmio "Most Courageous Media" da Free Press Unlimited. Al Shafei foi selecionada como Director's Fellow de 2017 no MIT Media Lab. Em 2018, ela foi listada como uma das 100 mulheres da BBC.
Al Shafei foi a oradora principal da Wikimania 2017. Em dezembro do mesmo ano, ela foi nomeada para o Conselho de Administração da Wikimedia Foundation.

## Plano de fundo
Esra'a Al Shafei, de acordo com seu próprio relato, lembra-se de ter testemunhado o tratamento desumano de trabalhadores migrantes quando criança. Isso, junto com os retratos estereotipados da mídia sobre a juventude do Oriente Médio, a levou a fundar a rede Mideast Youth. Com o tempo, a rede se expandiu para incluir outras questões de direitos civis no Oriente Médio e se ramificou para criar uma gama diversificada de plataformas com alcance global.

Queremos nossa humanidade e nosso futuro em nossas próprias mãos e usamos a internet e outras formas de tecnologia para lutar por esses direitos.— Esra'a Al Shafei
Em 2006, ela começou um blog no WordPress. Ela usa o Twitter para se comunicar, mas exclui seus tweets se eles se tornam virais.

As consequências de participar de um evento de metal ou rock é um tópico de discussão frequentemente levantado no Mideast Youth.

Não são apenas os jovens, mas também os profissionais que não querem arriscar o seu emprego que estão preocupados. As mulheres, em particular, expressam preocupação em prejudicar sua reputação.

Muitas vezes você encontrará pessoas secretamente se organizando para participar desses grupos.— Esra'a Al Shafei
Seu site de streaming de música é uma forma de a música underground penetrar em mercados isolados, como o MENA. Seus sites podem enviar informações para as massas que não são encontradas nos principais meios de comunicação. Seus blogs se tornaram uma fonte de informação mundial. Al Shafei escreveu um blog para a CNN e para o Huffington Post.
Esra'a não mostra seu rosto online — usando a ilustração acima ao se envolver em videoconferências e para assinaturas — porque ela foi ameaçada de violência no passado e, como ativista em um movimento não-livre regime autoritário, colocaria ela e sua família em risco se ela fosse reconhecível.